# Food Force
Food Force és un videojoc educatiu afavorit pel Programa Mundial d'Aliments (PMA) les Nacions Unides en 2005 i desenvolupat per Deepend i Playerthree. A causa del seu contingut, és considerat un joc seriós amb finalitats educatives. Els jugadors assumeixen missions per distribuir aliments en un país afectat per la fam i per ajudar-lo a recuperar-se i convertir-se en autosuficient de nou. Al mateix temps, aprenen sobre el gana al món real i el treball del PMA per evitar-ho.
La primera versió està disponible per a plataformes Windows i Mac.

## Food Force 2
Food Force 2, basat en Food Force, està sent desenvolupat com a programari lliure sota la llicència GNU General Public License. És un producte multiplataforma programat en Python, i compatible amb el sistema OLPC XO-1 i Sugar. Food Force 2 està actualment en fase beta.